# ویلیام هولمس (دوچرخه‌سوار)
ویلیام هولمس (انگلیسی: William Holmes؛ زادهٔ ۱۴ ژانویهٔ ۱۹۳۶) دوچرخه‌سوار اهل بریتانیا بود.
وی در مسابقات کشوری و بین‌المللی در مجموع برندهٔ ۱ مدال نقره شده‌است.